# 5,6-二甲基苯并咪唑
5,6-二甲基苯并咪唑是一种天然的苯并咪唑衍生物，它是维生素B12中的钴的配位分子片段，也是维生素B12的酸降解产物。

## 合成
5,6-二甲基苯并咪唑可由黄素单核苷酸经5,6-二甲基苯并咪唑合成酶生物合成。
它也可以由4,5-二甲基-1,2-苯二胺和原甲酸三乙酯在碘（或三氟甲磺酸镓）催化下于乙腈中反应制得。

## 结构
5,6-二甲基苯并咪唑从常压下的水溶液中结晶，可以得到无水物晶体，无水物的α型和β型均以单斜晶系P21/c空间群结晶，其结构中包含晶体学独立的5,6-二甲基苯并咪唑单元，它们通过NH⋯N氢键连接，每个单元中的所有原子共平面。它在0.25 GPa以上的压力下结晶，可以得到半水合物晶体C9H10N2·1⁄2H2O，X射线单晶衍射表明，该晶体以正交晶系Fddd空间群结晶，相比于无水物，半水合物分子中的NH⋯N氢键被NH⋯O键和OH⋯N键取代。
当它在0.6 GPa以上的甲醇或乙醇溶液结晶时，可以得到P21/c空间群的α-C9H10N2·CH3OH或P1空间群的C9H10N2·CH3CH2OH。其中，α-C9H10N2·CH3OH加压至1.4 GPa发生相变，得到三斜晶系P1空间群的β-C9H10N2·CH3OH，这些晶体中均存在NH⋯OH⋯N氢键。

## 反应
5,6-二甲基苯并咪唑和溴化氰在三甲胺存在下反应，可以得到5,6-二甲基苯并咪唑-1-甲腈。
它和苦味酸在水溶液中反应，可以得到黄色的苦味酸盐沉淀。它和高氯酸在水溶液中反应，可以得到相应的高氯酸盐。